# 하스칼라

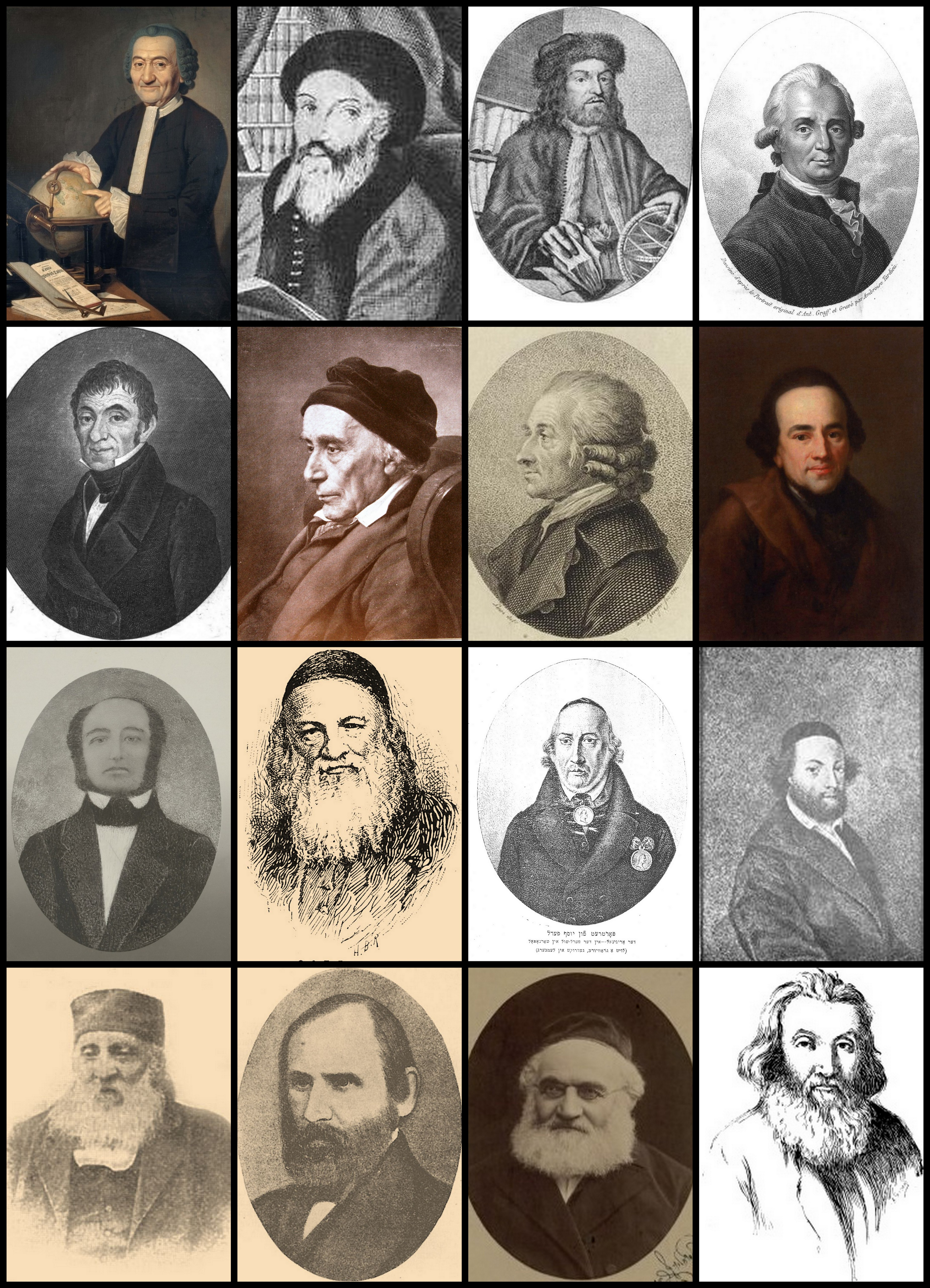
주요한 하스칼라 운동가들.
제1열, 하스칼라 이전: 라파엘 리바이 하노버, 솔로몬 두브노, 토비어스 콘, 마르쿠스 엘리저 블로흐
제2열, 베를린 하스칼라: 살로몬 야코프 코헨, 다비드 프리틀렌더, 하트비히 베셀리, 모제스 멘델스존
제3열, 오스트리아 및 갈리치아: 유다 뢰프 미세스, 솔로몬 유다 로에프 라포포르트, 요제프 페를, 바뤼흐 예이텔레스
제4열: 러시아 하스칼라: 아프롬 베어 고틀로버, 아브라함 마푸, 사무엘 요셉 푸엔, 이삭 바에르 리바인존

하스칼라(히브리어: השכלה) 또는 유대 계몽주의(Jewish Enlightenment)는 1770년대에서 1880년대 사이에 중앙유럽 및 서유럽의 유대인들 사이에서 진행된 광범위한 지적 운동이다. 하스칼라는 유대인들이 주변 사회에 융화될 것을 주장하였고, 현지 언어, 세속적 학문, 경제적 생산양식을 받아들일 것을 장려했다. 동시에 하스칼라는 유대 문화의 부활도 추진했는데, 주로 히브리어 문학이 그 수단이 되었다.

## 같이 보기
- 이마누엘 칸트